# Десертификација
Десертификација је процес одузимања титуле, одређених привилегија и одговорности од идентификованог појединца зато што није поштовао унапред постављене професионалне критеријуме или зато што не жели даље да се бави том професијом.